# Сезар (кинопремия, 2007)
32-я церемония вручения наград премии «Сезар» (также известной как Ночь Сезара (фр. Nuit des César)) за заслуги в области французского кинематографа за 2006 год состоялась 24 февраля 2007 года в театре Шатле (Париж, Франция). Номинанты были объявлены 26 января 2007 года. Президентом церемонии выступил актёр Клод Брассёр.
Лучшим фильмом была признана картина Паскаль Ферран — «Леди Чаттерлей», получившая в этом году наибольшее число наград (5), в том числе за лучшую женскую роль (Марина Хэндс) и лучший адаптированный сценарий (Роже Бобо, Паскаль Ферран и Пьер Тривидик).

## Список лауреатов и номинантов
Количество наград/номинаций:
- 5/9: «Леди Чаттерлей»
- 4/9: «Не говори никому»
- 1/9: «Патриоты»
- 0/8: «Сердца»
- 1/7: «Когда я был певцом»
- 2/5: «Не волнуйся, у меня всё нормально»
- 1/5: «Агент 117: Каир — шпионское гнездо» / «Места в партере»
- 1/3: «Вы так прекрасны»
- 0/3: «Как жениться и остаться холостым» / «Ассистентка»
- 0/2: «Калифорния» / «Тринадцать» / «Извините меня» / «Тигровые отряды»
- 1/1: «Проклятые дружбы» / «В шкуре Жака Ширака» / «Хороших снов» / «Маленькая мисс Счастье»

### Основные категории
• Победители выделены отдельным цветом. 
| Категории                      | Лауреаты и номинанты | Лауреаты и номинанты                                                                        |
| ------------------------------ | --- | ------------------------------------------------------------------------------------------- |
| Лучший фильм                   | • Леди Чаттерлей / Lady Chatterley (продюсер: Жиль Сандос, режиссёр: Паскаль Ферран)                                             | • Леди Чаттерлей / Lady Chatterley (продюсер: Жиль Сандос, режиссёр: Паскаль Ферран)        |
| Лучший фильм                   | • Патриоты / Indigènes (продюсер: Жан Бреа, режиссёр: Рашид Бушареб)                                                             |                                                                                             |
| Лучший фильм                   | • Не волнуйся, у меня всё нормально / Je vais bien, ne t’en fais pas (продюсер: Кристоф Россиньон (фр.), режиссёр: Филипп Льоре) |                                                                                             |
| Лучший фильм                   | • Не говори никому / Ne le dis à personne (продюсер: Ален Атталь (фр.), режиссёр: Гийом Кане)                                    |                                                                                             |
| Лучший фильм                   | • Когда я был певцом / Quand j'étais chanteur (продюсеры: Эдуард Вейл (фр.), Пьер-Анж Ле Пожам (фр.), режиссёр: Ксавье Джанноли) |                                                                                             |
| Лучшая режиссура               | | • Гийом Кане за фильм «Не говори никому»                                                    |
| Лучшая режиссура               | • Ален Рене — «Сердца» |                                                                                             |
| Лучшая режиссура               | • Рашид Бушареб — «Патриоты» |                                                                                             |
| Лучшая режиссура               | • Филипп Льоре — «Не волнуйся, у меня всё нормально»                                                                             |                                                                                             |
| Лучшая режиссура               | • Паскаль Ферран — «Леди Чаттерлей»                                                                                              |                                                                                             |
| Лучший актёр                   | | • Франсуа Клюзе — «Не говори никому» (за роль Александра Бека)                              |
| Лучший актёр                   | • Мишель Блан — «Вы так прекрасны» (фр.) (за роль Эме Пигрене)                                                                   |                                                                                             |
| Лучший актёр                   | • Ален Шаба — «Как жениться и остаться холостым» (за роль Луи Коста)                                                             |                                                                                             |
| Лучший актёр                   | • Жерар Депардьё — «Когда я был певцом» (за роль Алена Моро)                                                                     |                                                                                             |
| Лучший актёр                   | • Жан Дюжарден — «Агент 117: Каир — шпионское гнездо» (за роль агента 117 Юбера Бониссёра де ля Бата)                            |                                                                                             |
| Лучшая актриса                 | | • Марина Хэндс — «Леди Чаттерлей» (за роль Констанции «Кони» Чаттерлей)                     |
| Лучшая актриса                 | • Сесиль де Франс — «Места в партере» (фр.) (за роль Джессики)                                                                   |                                                                                             |
| Лучшая актриса                 | • Сесиль де Франс — «Когда я был певцом» (за роль Марион)                                                                        |                                                                                             |
| Лучшая актриса                 | • Катрин Фро — «Ассистентка» (за роль Арианы Фушекур)                                                                            |                                                                                             |
| Лучшая актриса                 | • Шарлотта Генсбур — «Как жениться и остаться холостым» (за роль Эммы)                                                           |                                                                                             |
| Лучший актёр второго плана     | | • Кад Мерад — «Не волнуйся, у меня всё нормально» (за роль Поля Телье)                      |
| Лучший актёр второго плана     | • Дани Бун — «Дублёр» (за роль Ришара)                                                                                           |                                                                                             |
| Лучший актёр второго плана     | • Франсуа Клюзе — «Четыре звезды» (фр.) (за роль Рене)                                                                           |                                                                                             |
| Лучший актёр второго плана     | • Андре Дюссолье — «Не говори никому» (за роль Жака Лорентена)                                                                   |                                                                                             |
| Лучший актёр второго плана     | • Ги Маршан — «Парижская история» (фр.) (за роль Мирко)                                                                          |                                                                                             |
| Лучшая актриса второго плана   | | • Валери Лемерсье — «Места в партере» (за роль Катрин Версен)                               |
| Лучшая актриса второго плана   | • Кристин Китти (фр.) — «Когда я был певцом» (за роль Мишель)                                                                    |                                                                                             |
| Лучшая актриса второго плана   | • Дани (фр.) — «Места в партере» (за роль Клоди)                                                                                 |                                                                                             |
| Лучшая актриса второго плана   | • Милен Демонжо — «Калифорния» (за роль Кати)                                                                                    |                                                                                             |
| Лучшая актриса второго плана   | • Бернадетт Лафон — «Как жениться и остаться холостым» (за роль Женевьевы Коста)                                                 |                                                                                             |
| Самый многообещающий актёр     | | • Малик Зиди — «Проклятые дружбы» (фр.)                                                     |
| Самый многообещающий актёр     | • Георгий Баблуани — «Тринадцать»                                                                                                |                                                                                             |
| Самый многообещающий актёр     | • Радивойе Буквич (серб.) — «Калифорния»                                                                                         |                                                                                             |
| Самый многообещающий актёр     | • Ари Элмале (фр.) — «Школа для всех» (фр.)                                                                                      |                                                                                             |
| Самый многообещающий актёр     | • Венсан Ротье — «Пассажир» (фр.)                                                                                                |                                                                                             |
| Самый многообещающий актёр     | • Джеймс Тьерри — «Милые бранятся…» (фр.)                                                                                        |                                                                                             |
| Самая многообещающая актриса   | | • Мелани Лоран — «Не волнуйся, у меня всё нормально»                                        |
| Самая многообещающая актриса   | • Дебора Франсуа — «Ассистентка»                                                                                                 |                                                                                             |
| Самая многообещающая актриса   | • Марина Хэндс — «Леди Чаттерлей»                                                                                                |                                                                                             |
| Самая многообещающая актриса   | • Айса Майга (фр.) — «Бамако» (фр.)                                                                                              |                                                                                             |
| Самая многообещающая актриса   | • Майвенн — «Извините меня» (фр.)                                                                                                |                                                                                             |
| Лучший оригинальный сценарий   | | • Рашид Бушареб и Оливье Лорель — «Патриоты»                                                |
| Лучший оригинальный сценарий   | • Кристофер Томпсон и Даниэль Томпсон — «Места в партере»                                                                        |                                                                                             |
| Лучший оригинальный сценарий   | • Изабель Мерго (фр.) — «Вы так прекрасны»                                                                                       |                                                                                             |
| Лучший оригинальный сценарий   | • Лоран Тюэль и Кристоф Тюрпен — «Жан-Филипп» (фр.)                                                                              |                                                                                             |
| Лучший оригинальный сценарий   | • Ксавье Джанноли — «Когда я был певцом»                                                                                         |                                                                                             |
| Лучший адаптированный сценарий | | • Роже Бобо (фр.), Паскаль Ферран, Пьер Тривидик (фр.) — «Леди Чаттерлей»                   |
| Лучший адаптированный сценарий | • Жан-Мишель Рибе (фр.) — «Сердца»                                                                                               |                                                                                             |
| Лучший адаптированный сценарий | • Оливье Адам (фр.) и Филипп Льоре — «Не волнуйся, у меня всё нормально»                                                         |                                                                                             |
| Лучший адаптированный сценарий | • Гийом Кане и Филипп Лефевр (фр.) — «Не говори никому»                                                                          |                                                                                             |
| Лучший адаптированный сценарий | • Жан-Франсуа Алин (фр.) и Мишель Хазанавичус — «Агент 117: Каир — шпионское гнездо»                                             |                                                                                             |
| Лучшая музыка к фильму         | | • Матье Шедид за музыку к фильму «Не говори никому»                                         |
| Лучшая музыка к фильму         | • Габриэль Яред — «Азур и Азмар»                                                                                                 |                                                                                             |
| Лучшая музыка к фильму         | • Марк Сноу — «Сердца» |                                                                                             |
| Лучшая музыка к фильму         | • Арман Амар — «Патриоты» |                                                                                             |
| Лучшая музыка к фильму         | • Жером Лемонье (фр.) — «Ассистентка»                                                                                            |                                                                                             |
| Лучший монтаж                  | • Эрве Де Люс (фр.) — «Не говори никому»                                                                                         | • Эрве Де Люс (фр.) — «Не говори никому»                                                    |
| Лучший монтаж                  | • Эрве Де Люс — «Сердца» |                                                                                             |
| Лучший монтаж                  | • Сильви Ландра (фр.) — «Места в партере»                                                                                        |                                                                                             |
| Лучший монтаж                  | • Янник Кергоа — «Патриоты» |                                                                                             |
| Лучший монтаж                  | • Мартин Джордано (фр.) — «Когда я был певцом»                                                                                   |                                                                                             |
| Лучшая работа оператора        | | • Жюльен Хирш — «Леди Чаттерлей»                                                            |
| Лучшая работа оператора        | • Эрик Готье — «Сердца» |                                                                                             |
| Лучшая работа оператора        | • Патрик Блосье (фр.) — «Патриоты»                                                                                               |                                                                                             |
| Лучшая работа оператора        | • Кристоф Оффенштейн — «Не говори никому»                                                                                        |                                                                                             |
| Лучшая работа оператора        | • Гийом Шиффман — «Агент 117: Каир — шпионское гнездо»                                                                           |                                                                                             |
| Лучшие декорации               | • Маамар Эч-Шейх (фр.) — «Агент 117: Каир — шпионское гнездо»                                                                    | • Маамар Эч-Шейх (фр.) — «Агент 117: Каир — шпионское гнездо»                               |
| Лучшие декорации               | • Жан-Люк Рауль — «Тигровые отряды» (фр.)                                                                                        |                                                                                             |
| Лучшие декорации               | • Жак Солнье (фр.) — «Сердца» |                                                                                             |
| Лучшие декорации               | • Доминик Дуре — «Патриоты» |                                                                                             |
| Лучшие декорации               | • Франсуа-Рено Лабарт — «Леди Чаттерлей»                                                                                         |                                                                                             |
| Лучшие костюмы                 | • Мари-Клод Алто — «Леди Чаттерлей»                                                                                              | • Мари-Клод Алто — «Леди Чаттерлей»                                                         |
| Лучшие костюмы                 | • Пьер-Жан Ларрок (фр.) — «Тигровые отряды»                                                                                      |                                                                                             |
| Лучшие костюмы                 | • Джеки Буден — «Сердца» |                                                                                             |
| Лучшие костюмы                 | • Мишель Рише — «Патриоты» |                                                                                             |
| Лучшие костюмы                 | • Шарлотта Давид — «Агент 117: Каир — шпионское гнездо»                                                                          |                                                                                             |
| Лучший звук                    | • Габриэль Хафнер и Франсуа Мюси — «Когда я был певцом»                                                                          | • Габриэль Хафнер и Франсуа Мюси — «Когда я был певцом»                                     |
| Лучший звук                    | • Жан-Мари Блондель, Тома Дежонкер (фр.) и Жерар Лампс (фр.) — «Сердца»                                                          |                                                                                             |
| Лучший звук                    | • Тома Годер, Оливье Эспель, Франк Рубио и Оливье Вальчак — «Патриоты»                                                           |                                                                                             |
| Лучший звук                    | • Жан Жак Ферран, Жан-Пьер Лафорс и Николя Моро — «Леди Чаттерлей»                                                               |                                                                                             |
| Лучший звук                    | • Пьер Гаме (фр.), Жан Гудье и Жерар Лампс — «Не говори никому»                                                                  |                                                                                             |
| Лучший дебютный фильм          | • «Вы так прекрасны» — режиссёр: Изабель Мерго, продюсер: Жан-Луи Ливи (фр.)                                                     | • «Вы так прекрасны» — режиссёр: Изабель Мерго, продюсер: Жан-Луи Ливи (фр.)                |
| Лучший дебютный фильм          | • «Тринадцать» — режиссёр: Гела Баблуани                                                                                         |                                                                                             |
| Лучший дебютный фильм          | • «Фрагменты Антонина» (фр.) — режиссёр: Габриэль Ле Бомин (фр.)                                                                 |                                                                                             |
| Лучший дебютный фильм          | • «Злой умысел» (фр.) — режиссёр: Рошди Зем                                                                                      |                                                                                             |
| Лучший дебютный фильм          | • «Извините меня» — режиссёр: Майвенн                                                                                            |                                                                                             |
| Лучший документальный фильм    | • В шкуре Жака Ширака / Dans la peau de Jacques Chirac (режиссёры: Карл Зеро, Мишель Ройер)                                      | • В шкуре Жака Ширака / Dans la peau de Jacques Chirac (режиссёры: Карл Зеро, Мишель Ройер) |
| Лучший документальный фильм    | • La fille du juge (режиссёр: Вильям Карел)                                                                                      |                                                                                             |
| Лучший документальный фильм    | • Говорит Нажак: Земля, приём / Ici Najac, à vous la terre (режиссёр: Жан-Анри Мюнье)                                            |                                                                                             |
| Лучший документальный фильм    | • Там / Là-bas (режиссёр: Шанталь Акерман)                                                                                       |                                                                                             |
| Лучший документальный фильм    | • Зидан: Портрет 21-го века / Zidane, un portrait du xxie siècle (режиссёры: Дуглас Гордон и Филипп Паррено)                     |                                                                                             |
| Лучший короткометражный фильм  | • Хороших снов / Fais de beaux rêves (режиссёр: Мэрилин Канто)                                                                   | • Хороших снов / Fais de beaux rêves (режиссёр: Мэрилин Канто)                              |
| Лучший короткометражный фильм  | • Конфета с перцем / Bonbon au poivre (режиссёр: Марк Фитусси)                                                                   |                                                                                             |
| Лучший короткометражный фильм  | • Урок игры на гитаре / La leçon de guitare (режиссёр: Мартин Рит)                                                               |                                                                                             |
| Лучший короткометражный фильм  | • Le Mammouth Pobalski (режиссёр: Жак Митш)                                                                                      |                                                                                             |
| Лучший короткометражный фильм  | • Les volets (режиссёр: Льес Букитин)                                                                                            |                                                                                             |
| Лучший иностранный фильм       | • Маленькая мисс Счастье / Little Miss Sunshine (США, реж. Джонатан Дэйтон, Валери Фэрис)                                        | • Маленькая мисс Счастье / Little Miss Sunshine (США, реж. Джонатан Дэйтон, Валери Фэрис)   |
| Лучший иностранный фильм       | • Вавилон / Babel (США, Мексика, реж. Алехандро Гонсалес Иньярриту)                                                              |                                                                                             |
| Лучший иностранный фильм       | • Горбатая гора / Brokeback Mountain (США, реж. Энг Ли)                                                                          |                                                                                             |
| Лучший иностранный фильм       | • Королева / The Queen (Великобритания, реж. Стивен Фрирз)                                                                       |                                                                                             |
| Лучший иностранный фильм       | • Возвращение / Volver (Испания, реж. Педро Альмодовар)                                                                          |                                                                                             |

### Специальные награды
| Награда          | Лауреаты   | Лауреаты       |
| ---------------- | ---------- | -------------- |
| Почётный «Сезар» |            | • Марлен Жобер |
| Почётный «Сезар» | • Джуд Лоу |                |